# 台灣醫學生聯合會
社團法人台灣醫學生聯合會（簡稱醫聯會，AMSA Taiwan, FMS-Taiwan）為台灣醫學生之自治組織，係由台灣各醫學系、中醫系、後醫系、後中醫系所組成，共計16校22系。醫聯會亦為國際醫學生聯盟與亞洲醫學生聯盟國際協會之正式會員，代表台灣醫學生參與國際組織與活動。

## 宗旨
1. 促進全國醫學生之交流
2. 維護與爭取全國醫學生之權利
3. 整合台灣醫學生為台灣社會貢獻心力
4. 代表台灣醫學生向國際發聲
5. 參與國際醫學生聯盟及亞洲醫學生聯盟國際協會等國際非政府組織事務,促進以台灣醫學生為主體之國民外交。

## 簡介
社團法人台灣醫學生聯合會（Federation of Medical Students in Taiwan, AMSA Taiwan，FMS-Taiwan, 簡稱醫聯會）係由全國各醫學系、中醫系、後醫系、後中醫係（目前共計16校22系）所組成的學生自治團體；於1980年間成立，並加入亞洲醫學生聯盟國際協會（Asian Medical Students' Association International, AMSA International）；而後於1995年以正式會員（Full Member）身份，加入國際醫學生聯盟（International Federation of Medical Students' Associations, IFMSA），直至今日持續以醫學生身份，戮力於國民外交。醫聯會對於國內外事務皆深入參與，並積極推動相關議題，為現今台灣最具規模與影響力之學生組織之一，具體展現醫學生對社會參與之熱情與動力。
醫聯會統籌國內各項醫學生跨校性活動，在體育與文藝方面藉每年定期舉辦的「大醫盃」、「醫學生攝影獎」等，提供醫學生切磋技能、交流互動的機會；而「黑熊醫院」、「彩虹計畫」、「急難救助營」等，為針對特定議題進行討論之平台，培養醫學生多方面的視野與能力。
除了舉辦醫學生跨校性活動，醫聯會也積極地參與各項社會活動，關注台灣重大社會議題，如醫學教育改革、醫師勞動條件及醫療糾紛等。醫聯會透過倡議公共衛生及人權議題、集結青年力量，近一步貢獻社會。
醫聯會亦積極與亞洲及國際的醫學生於學術、議題、文化等領域交流。身為亞洲醫學生聯盟國際協會之正式會員，醫聯會每年有超過百位會員參與亞洲醫學生會議（Asian Medical Students' Conference, AMSC）、東亞醫學生會議（East Asian Medical Students' Conference, EAMSC）、亞洲醫學生交換計畫（Asian Medical Students' Exchange Programme, AMSEP）。另，身為國際醫學生聯盟之正式會員，醫聯會每年派出代表團參與國際醫學生聯盟大會(General Assembly, GA)、亞洲區域會議（Asia-Pacific Regional Meeting, APRM），並與其他會員國簽訂超過150個專業交換計畫、研究交換計畫之合約。
醫聯會更多次舉辦醫學生之國際會議，包括2019年舉辦國際醫學生聯盟大會、2023年舉辦亞洲醫學生聯盟國際協會之亞洲醫學生會議，可說為台灣推動國民外交不遺餘力。此外，醫聯會於2022年成功爭取設立亞洲醫學生聯盟國際協會之主事務所（現設立於中國醫藥大學），並於2023年完成主事務所揭牌典禮，提升台灣的國際能見度。

## 歷史
自1980年代起，台灣已經固定參與亞洲醫學生會議，並成為亞洲醫學生聯盟國際協會(Asian Medical Students’Associations International, AMSA International)之創始會員（Founding Member） 。為了推動國內校際醫學生交流事務，1987年台大醫學系二年級學生林喬祥與夥伴們構思成立一個供全台醫學生交流的組織。然而，當年尚值戒嚴時期，政府基本上不允許成立非政府組織，林喬祥等人以學術交流及醫學倫理為由說服教育部，並努力與各系學會會長溝通，稍後成立中華民國醫學生聯合會(MSA-ROC)籌備會，由林喬祥擔任籌備會主席、對外副會長。他們用心訂定組織目標、章程架構，成為台灣第一個醫學生跨校交流平台。並於1988年承辦第9屆亞洲醫學生會議，主題為亞洲醫療服務的現在與未來。1988年8月11日中華民國醫學生聯合會(MSA-ROC)於台北醫學院正式成立，北醫李彬州擔任第一屆會長，國內有台大、北醫、中山、中國醫、成大、高醫等六個系學生會加入。1993年台灣承辦第14屆亞洲醫學生會議。
1995年8月醫聯會已成立8年，當時於西班牙巴塞隆納成功以Medical Students' Associations-Republic of China (MSA-ROC)申請成為國際醫學生聯盟(International Federation of Medical Students’Associations，IFMSA)正式會員。台灣醫學生可以在國際醫學生聯盟大會(General Assembly, GA)等重要場合，與其他國家醫學生交流合作，培養國際的友誼，這不僅拓展台灣醫學生的國際視野，更將台灣的醫療經驗帶往世界，提升台灣在國際組織的能見度。
1999年醫聯會承辦第12屆東亞醫學生會議。1999年8月在墨西哥的世界醫學生聯盟大會，一開始醫聯會被懷疑沒有繳交國際醫學生聯盟的會費而喪失投票權，證明是烏龍一場後，投票單(Voting Card)上的名稱又被擅改為「Taiwan, China」。本次會議中國加入成為會員，隨即爭取主辦2000年8月之大會，並要求我國更改名稱「Taiwan, China」，變成其附屬會員(Associate Member)才能順利參加次年的大會。
2000年醫聯會承辦第13屆東亞醫學生會議。同年在芬蘭的國際醫學生聯盟三月大會上，國際醫學生聯盟執行委員(Executive Board) 為迎合聯合國等國際組織，修改了有關正式會員(Full Member)之條文，從原先依據通俗的國際法(Customary International Law)來定義會員國，改為規定只有聯合國的會員才能成為國際醫學生聯盟的正式會員。當時由於沒有足夠的時間進行遊說，許多國家尚不了解該條文對台灣會籍所造成的巨大影響，因此新的組織章程順利通過，台灣失去會籍。
在2000年8月於葡萄牙的國際醫學生聯盟八月大會上，台灣以「我們是個無關政治的組織」，且國際醫學生聯盟身為一個非政治性的學生組織，是否有理由非得採行聯合國這個全世界最大的「政治性組織」所認可的國家，連帶既存的會員國是否應該受到影響等論點進行多場論辯。醫聯會代表提出章程修正案，希望加入一項「不溯及既往」之條款。此提案獲在場28國過半數國家的支持，台灣會籍得以恢復。此外，當時的醫聯會，也針對1999年921大地震震災救援的經驗，做成海報巡迴世界各地展出，該計畫也在葡萄牙受到國際醫學生聯盟的認可。
2001年3月在馬爾他的國際醫學生聯盟三月大會上，「不溯及既往」之條款引起某些對於章程制定有所堅持的會員國的反彈，擬再次提案修法刪除，歷經和德國、英國、挪威的會長多次討論協商後，至提案表決的前一刻決定暫緩休兵。同年於丹麥的國際醫學生聯盟八月大會上，最後決議由挪威提案將原先不朔及既往的條文獨立出來並做些微的字句修訂，並明確指出適用於台灣。而由埃及提修正建議(Amendments)將適用於台灣的部分去除，交付表決，之後卻由埃及針對結果提出直接反對(Direct Negative)，發表替代方案(Alternative Motion)，為將整個不朔及既往的條文去除(即為對台灣最為不利的結果)，並進行最終投票。最終投票結果17票贊成，27票反對，維持原案保留關於台灣的字句，通過保台條款「所有章程更改不應影響既有正式會員權益」。在丹麥的大會上，台灣不僅成功了保衛會籍，讓跨國保險套交換(International Condom Exchange)成為國際醫學生聯盟認可的計畫。同時經台大醫學生蔡宇承等人的努力，醫聯會爭辦2002年國際醫學生聯盟八月會議也順利成功。
2002年醫聯會於內政部社會司登記成為「中華民國醫學生醫學人文交流協會」。醫聯會承辦2002年第51屆世國際醫學生聯盟八月大會，這是國際醫學生聯盟大會繼1976年在香港舉辦後，睽違25年再次踏上亞洲的土地。在台北的大會空前的成功，前總統陳水扁也到場致詞勉勵。來自全球一百個國家五百多位的醫學生來到台灣，分享身為醫學生共同的熱情與抱負，這難能可貴的機會讓台灣在醫學教育的國際舞台上勇敢的站出去，讓各國的醫學生認識福爾摩莎這塊美麗的土地，也使得台灣醫學生的視野更加開闊。醫聯會同時更名為 Medical Students’Associations - Taiwan (MSA-Taiwan)。
2002年大會後醫聯會更逐步站上國際舞台，多次於國際醫學生聯盟中擔任重要幹部。2002年台大醫學生蔡宇承擔任國際醫學生聯盟對內副會長(Vice President Internal)，2003年莊海華出任訓練部部長 (Training Supporting Division Director)、蔡宇承當選監察委員 (Supervising Council)。2004年醫聯會承辦第17屆東亞醫學生會議。
2005年於埃及的國際醫學生聯盟八月大會上，國際醫學生聯盟通過支持我國以觀察員身分加入世界衛生組織提案，醫聯會同時更名為International Federation of Medical Students’Associations - Taiwan (IFMSA-TW)。2007年醫聯會承辦第20屆東亞醫學生會議。2008年醫聯會更名為「台灣醫學生聯合會」，承辦第六屆國際醫學生聯盟亞太區域會議 。同年醫聯會策劃「要修法，保健康，五三一，大遊行」推動外國醫事學歷認證，長庚沈仁翔出任世界醫學生聯盟亞太區域主席 (Regional Director for Asia Pacific)，期間多位幹部更多次擔任大會章程諮詢委員，台灣成為國際醫學生聯盟不可或缺的一部分，確保了我們的國際醫學生聯盟的生存空間。2009年台灣承辦第30屆亞洲醫學生會議。
2010年醫聯會於內政部社會司登記更名為「台灣醫學生聯合會」(內政部台內設字第0990130223號核准立案，統一編號為14553278)。同年，台大張恆豪出任國際醫學生聯盟秘書長。2012年醫聯會承辦第7屆亞太區域醫學生災難醫學研討會(7th ACTION)。2013年，舉辦第一屆醫藥聯合氣候變遷議題工作坊。
2014年醫聯會承辦第63屆國際醫學生聯盟八月大會。2015年醫聯會舉辦第一屆世界衛生組織模擬會議(WHO Simulation)。WHO是世界公共衛生與醫療的推動者，台灣自2000年起，以WHA觀察員的身份參與世衛大會，然而，該身份在會議現場被施以諸多限制，身處醫療領域，醫聯會希望推動台灣，進一步朝向WHO正式會員邁進。會議兩個主要目標：1.促進想法交流與連結，希望凝聚醫學領域學生的力量，深化議題推動，讓更多計劃的得以實現。2.藉由使醫學領域學生更加了解西方會議形式，培養更多醫學領域的國際參與人才。會議主題：Health on 2015。議程及行程參考WHO正式大會、北美蒙特婁模擬WHO及模擬聯合國。會議聚集150位醫學相關領域的學生，在3天2夜中認識WHO世界大會的形式，在會議中熟稔西方會議運行方式，透過台灣學生的思考、辯駁、發聲，將熟悉全球公共衛生議題和各國的衛生狀況、公衛議題、全球當前的公共衛生趨勢，更期望能喚起跨領域的參與及合作，共同促使台灣的醫療環境更加進步。同年醫聯會與康健雜誌合辦『改變,為更美好的醫療奮戰』醫學院校園巡迴影展暨論壇。
2015年醫聯會承辦第10屆亞太區域醫學生災難醫學研討會(10th ACTION)，2016年承辦第29屆東亞醫學生會議。同年陽明醫學系陳映晴出任國際醫學生聯盟醫學教育部部部長。2017年醫聯會舉辦第二屆台灣世界衛生組織模擬會議 (WHO Simulation)，邀請14國醫學生及國內各領域學生共240人共襄盛舉，台灣承辦2017年國際醫學生聯盟亞太區域訓練工作坊 (2017 Sub-Regional Training – Taiwan)。同年邀請藥獸牙護聯會共組「2017世界衛生大會台灣青年團」赴日內瓦參與第70屆世界衛生大會。
2018年籌組「2018世界衛生大會台灣青年團」，代表台灣學生至瑞士日內瓦參加第71屆世界衛生大會。同年8月承辦國際醫學生聯盟 「Go SCORP國際醫學生志工研習營」。迎來30名外國醫學生，參與志工培訓，並至南投偏鄉體驗志工服務。
2018年8月醫聯會成功於加拿大蒙特婁以96.05%同意票 (In Favor)，獲得2019年第68屆國際醫學生聯盟八月大會主辦權。

## 系代大會
社團法人台灣醫學生聯合會的會員 ( 系代表 ) 大會，俗稱系代大會，由各中西醫校系代表組成，為醫聯會最高權力機構。根據醫聯會組織章程，每年於表定時程在北、中、南不同學校召開，並依
職權議決以下事項：
1. 選舉及罷免本會幹部。
2. 議決會費之金額。
3. 議決年度工作計畫、報告及預算、決算。
4. 議決會員及會員代表之處分。
5. 議決財產之處分。
6. 議決本會之解散。
7. 議決與會員權利義務有關之其他重大事項。

## 歷任會長
| 屆次       | 年度           | 會長          | 學校系所                          |
| ---------- | -------------- | ------------- | --------------------------------- |
| 籌備委員會 | 1987-1988      | 林喬祥        | 國立臺灣大學醫學系                |
| 第1屆      | 1988-1989      | 李彬州        | 臺北醫學大學醫學系                |
| 第2屆      | 1989-1990      |               |                                   |
| 第3屆      | 1990-1991      |               |                                   |
| 第4屆      | 1991-1992      | 陳俊銘        | 中國醫藥大學中醫學系              |
| 第5屆      | 1992-1993      | 陳芸          | 國立臺灣大學醫學系                |
| 第6屆      | 1993-1994      | 李文正        | 中國醫藥大學醫學系                |
| 第7屆      | 1994-1995      | 涂忠文        | 臺北醫學大學醫學系                |
| 第8屆      | 1995-1996      | 柯巧俐        | 高雄醫學大學醫學系                |
| 第9屆      | 1996-1997      | 洪崇烈        | 國立臺灣大學醫學系                |
| 第10屆     | 1997-1998      | 沈靜茹        | 高雄醫學大學醫學系                |
| 第11屆     | 1998-1999      | 陳蕙雅        | 中山醫學大學醫學系                |
| 第12屆     | 1999-2000      | 范修平        | 臺北醫學大學醫學系                |
| 第13屆     | 2000-2001      | 周邦昀        | 長庚大學醫學系                    |
| 第14屆     | 2001-2002      | 莊海華        | 長庚大學醫學系                    |
| 第15屆     | 2002-2003      | 莊海華        | 長庚大學醫學系                    |
| 第16屆     | 2003-2004      | 賴思岑        | 中山醫學大學醫學系                |
| 第17屆     | 2004-2005      | 鍾孟軒        | 中國醫藥大學中醫學系              |
| 第18屆     | 2005-2006      | 陳冠仁        | 長庚大學中醫學系                  |
| 第19屆     | 2006-2007      | 宋景之        | 國防醫學院醫學系                  |
| 第20屆     | 2007-2008      | 張銘珊        | 國防醫學院醫學系                  |
| 第21屆     | 2008-2009      | 簡佑全        | 中國醫藥大學醫學系                |
| 第22屆     | 2009-2010      | 張恆豪        | 國立臺灣大學醫學系                |
| 第23屆     | 2010-2011      | 許睿琪 (代理) | 長庚大學醫學系                    |
| 第24屆     | 2011-2012      | 許睿琪        | 長庚大學醫學系                    |
| 第25屆     | 2012-2013      | 朱彥豪        | 國立陽明大學醫學系                |
| 第26屆     | 2013-2014      | 鄭凱元        | 國立陽明大學醫學系                |
| 第27屆     | 2014-2015      | 何逸群        | 國立陽明大學醫學系                |
| 第28屆     | 2015-2016      | 陳懷平        | 國立陽明大學醫學系                |
| 第29屆     | 2016-2017      | 陳映晴        | 國立陽明大學醫學系                |
| 第30屆     | 2017-2018      | 黃序立        | 國立臺灣大學醫學系                |
| 第31屆     | 2018-2019      | 李柏錦        | 國立成功大學醫學系                |
| 第32屆     | 2019-2020年2月 | 黃捷傳        | 慈濟大學醫學系（於2020年2月辭職） |
| 第32屆     | 2020年3月-2020 | 洪程睿        | 中山醫學大學醫學系                |
| 第33屆     | 2020-2021      | 郁婷          | 馬偕醫學院醫學系                  |
| 第34屆     | 2021-2022      | 楊庭嘉        | 馬偕醫學院醫學系                  |
| 第35屆     | 2022-2023      | 李殷安        | 中國醫藥大學中醫學系              |
| 第36屆     | 2023-2024      | 李翰恩        | 臺北醫學大學醫學系                |

## 理事會秘書

### 秘書長
綜理醫聯會之秘書事務。

### 財務長
綜理醫聯會之財務事務。

## IFMSA部門

### 國際事務副會長 (VPIA)、對內事務副會長（國際）(VPI for IFMSA) 和醫學教育副會長(VPME)
國際事務副會長、對內事務副會長（國際）和醫學教育副會長下轄七大常設性部門（Standing Committee，SC，或譯做常設委員會），此七部門之設置係仿照國際醫學生聯盟（IFMSA）之設置，與全球同步。國際事務副會長為醫聯會對國際醫學生聯盟之窗口。

#### 醫學教育部（SCOME）
SCOME關心一切醫學教育相關議題，我們推動學生自主評鑑及課程調查廣納醫學生意見；舉辦座談會增加醫學生對這類議題的了解與認識；積極參與醫學院校長會議等各項會議，表達學生意見、爭取權益，希望能讓醫學教育更好。

#### 公共衛生部（SCOPH）
SCOPH宗旨是提供醫學生公共衛生相關資訊，傳達現今醫療照護理念不僅是疾病的治療，更是公衛行動的促進。藉由泰迪熊醫院、糖尿病友關懷活動的參與、喚醒公衛精神的口述歷史計畫，望培養出更敏銳、負有社會責任的醫學生。

#### 人權與和平部（SCORP）
SCORP關注人權、難民及和平的議題。不同時空、環境背景下，SCORP關注不同議題，以醫學生的身分發聲。經由地區性和全球性活動，教育醫療人員及大眾，關心弱勢族群的健康、人權侵害。讓醫學生思考自身在社會的角色與定位。

#### 性健康及權益推廣部（SCORA）
SCORA長期致力於生殖健康議題的推廣，包含推動性教育與愛滋防制宣導活動；近年來也著重讓醫學生了解多元性別議題，以及性別在醫療中的重要性。年度重點活動有同志大遊行(台灣同志遊行)、性健康同儕教育及世界愛滋日系列活動。

#### 專業交換部（SCOPE）&研究交換部（SCORE）
SCOPE和SCORE透過國際醫學生聯盟平台提供醫學生國際交換的機會。SCOPE讓醫學生體驗各國醫療體系的不同，學習如何對待病人以及探討各國文化對於醫病關係的特性。而SCORE主要包括基礎醫學研究與臨床研究兩個方面。交換的時間以一到兩個月為主，而交換的對象，主要是修習過特定基礎醫學科目的醫學生，參加此計畫對醫學的生涯規劃與自我提升有相當程度的幫助。

#### 訓練部（CB）
訓練部的核心理念在於為醫聯會培訓人才，使得國內醫學生的資訊能與國際接軌，定期舉辦的Training New Trainer (TNT) ，幫助培育議題部門活動講師、提升未來領導者的溝通能力。

## AMSA部門

### 亞洲事務副會長 (VPAsia) 和對內事務副會長（亞醫）(VPI for AMSA)
亞洲事務副會長和對內事務副會長（亞醫）下轄四大部門，此四部門之設置係仿照亞洲醫學生聯盟國際協會（AMSA, 簡稱亞醫國際）之設置。亞洲事務副會長為醫聯會對亞醫國際之對口，相當於亞醫國際會員國之區域主席（Regional Chairperson）。

#### 公共衛生部
SCOPH及公共衛生部，分別為IFMSA常設委員會及AMSA常設部門，以「維護及促進全球公共衛生」為行動理念，並培養社會、心理、 生理三大層面的「無疾病狀態」為宗旨，關注我國醫學生在公共衛生層面可以如何服務大眾，以改善周邊社區乃至全球的整體健康。

#### 學術部
學術部尋求專業醫療工作者和知名院士的國際合作，開展各種學術活動。學術部每年舉辦
符合醫學教育大綱的比賽。目標在於透過各學術專案及工作坊，創造各國醫學生的知識共享環境。

#### 期刊部
期刊部鼓勵醫學生進行各種形式的研究和創造性工作，並協助學生投稿亞洲醫學生聯盟國際協會期刊(Journal of Asian Medical Students' Association, JAMSA)。JAMSA為一生物醫學雜誌，接受各國醫學生撰寫的醫學、公衛等學科的科學文章。

#### 亞洲醫學生交換計畫部（AMSEP）
AMSEP是亞洲醫學生校對校交換的計劃，行程包含學術活動和文化體驗。透過各國醫學生精心的安排，了解不同國家的風俗文化、醫療體系與醫學教育等，是一趟深入當地之旅。交換計畫的時間約5~10天，合約為雙向，由交換的兩國自行協定交換的人數、時間，費用由舉辦AMSEP的國家支付，並安排行程。

## 行政部門

### 對外事務副會長
綜理醫聯會之對外事務，包含但不僅限於醫聯會之對外關係、社群媒體及形象經營等。下轄對外部門（公關部、媒體事務部及設計部）。

#### 公關部
醫聯會的各種活動都有公關部的身影，主要工作有：與會長、對外事務副會長共同經營對外關係；拉贊、募款以支持醫聯會的活動、協助擔任工作人員或接待外賓等。

#### 媒體事務部
媒體事務部負責管理、經營醫聯會之社群媒體平台，同時也與醫聯會中的各部門合作，綜理醫聯會各項活動之行銷宣傳，讓醫聯會的聲音能充分且清楚地向大眾表達。

#### 設計部
設計部對內負責醫聯會旗下各部門活動的主視覺、網宣及文宣品設計；對外則負責紀念品設計及視覺識別形象的維護。近年來著重醫聯會品牌識別的訂定以及落實。

### 組織發展事務副會長

#### 全國會友聯絡部
會友部負責舉辦會友訪談、會友資料整理以及會友感恩茶會，讓會友們溫暖回娘家。適逢醫聯會25年，新增「台灣醫聯會奮鬥史-口述歷史訪談」計畫，以資經驗傳承、明瞭奮鬥軌跡，激勵醫聯會士氣。

#### 活動部
活動部協助組織發展事務副會長舉辦醫聯會之醫學生年會，以及與其他學生聯會合作之MDVP醫牙藥獸四系聯合工作坊等年度大活動。

## 特別委員會
包含醫學教育政策委員會、國際事務委員會和中醫事務委員會，專責進行相關事務之討論。

## 監事會
負責監察理事會工作之執行、審核年度決算、選舉及罷免監事長、議決監事及監事長之辭職及醫聯會其他應監察事項。

## 國際參與

### 國際醫學生聯盟 (International Federation of Medical Students' Associations)

#### 國際幹部列表
| 年度      | 姓名   | 職稱                                                                                             |
| --------- | ------ | ------------------------------------------------------------------------------------------------ |
| 2002-2003 | 蔡宇承 | 對內副會長 (Vice President of Internal Affairs)                                                  |
| 2003-2004 | 蔡宇承 | 監察委員 (Supervising Council Member)                                                            |
| 2003-2004 | 莊海華 | 訓練部部長 (Training Supporting Division Director)                                               |
| 2008-2009 | 沈仁翔 | 亞太區域主席 (Regional Coordinator, Asia and Oceania)                                            |
| 2010-2011 | 張恆豪 | 秘書長 (Secretary General)                                                                       |
| 2015-2016 | 陳映晴 | 醫學教育部部長 (Standing Committee on Medical Education Director)                                |
| 2017-2018 | 洪程睿 | 公共關係暨通訊副會長 (Vice-President for Public Relations and Communication)（於2017年12月辭職） |
| 2018-2020 | 李柏錦 | 亞太區域執行長 (Regional Director for Asia-Pacific)                                              |
| 2019-2020 | 郁婷   | 人權及和平議題聯絡官 (Liaison Officer for Human Rights and Peace Issues)                         |
| 2020-2021 | 李柏錦 | 會長 (President)                                                                                 |
| 2020-2021 | 林子進 | 亞太區域助理 (General Assistant for Asia-Pacific)                                                |
| 2021-2022 | 林子進 | 會員發展助理 (Membership Development Assistant)                                                  |
| 2022-2023 | 林子進 | 亞太區域發展助理 (Development Assistant for Asia-Pacific)                                        |
| 2023-2024 | 林子進 | 亞太區域執行長 (Regional Director for Asia-Pacific)                                              |

#### 承辦國際活動
| 年度 | 活動名稱                                                                       |
| ---- | ------------------------------------------------------------------------------ |
| 2002 | 第51屆國際醫學生聯盟八月大會 (51st IFMSA General Assembly August Meeting)      |
| 2008 | 第6屆國際醫學生聯盟亞太區域會議 (6th IFMSA Asia Pacific Regional Meeting)      |
| 2012 | 第7屆亞太醫學生災難醫學研討會(7th ACTION)                                      |
| 2014 | 第63屆國際醫學生聯盟八月大會 (63rd IFMSA General Assembly August Meeting)      |
| 2015 | 第10屆亞太醫學生災難醫學研討會(10th ACTION)                                    |
| 2017 | 國際醫學生聯盟亞太區域訓練工作坊 (IFMSA Sub Regional Training-SRT 2017)        |
| 2018 | 國際醫學生聯盟國際醫學生志工研習營 (IFMSA GoSCORP Taiwan 2018)                 |
| 2019 | 第68屆國際醫學生聯盟八月大會 （68th IFMSA General Assembly August Meeting)     |
| 2022 | 世界衛生組織模擬會議 (2022 Taiwan WHO Simulation)                              |
| 2023 | 國際醫學生聯盟亞太區域訓練工作坊 (IFMSA Sub Regional Training-SRT Taiwan 2023) |
| 2024 | 國際醫學生聯盟亞太區域訓練工作坊 (IFMSA Sub Regional Training-SRT Taiwan 2024) |

### 亞洲醫學生聯盟國際協會 (Asian Medical Students' Association International)

#### 國際幹部列表
| 年度      | 姓名   | 職稱                                                      |
| --------- | ------ | --------------------------------------------------------- |
| 2021-2022 | 陳秉諄 | 總主席 (Overall Chairperson)                              |
| 2023-2022 | 江奕臻 | 對外事務副主席 (Vice Overall Chairperson External)        |
| 2023-2025 | 李瀚恩 | 財務長 (General Treasurer)                                |
| 2024-2025 | 江奕臻 | 秘書長 (General Secretary)                                |
| 2022-     | 陳秉諄 | 主事務所負責人 (Corporate Representative of Headquarters) |

#### 承辦國際活動
| 年度 | 活動名稱                                                      |
| ---- | ------------------------------------------------------------- |
| 2016 | 東亞醫學生會議 (East Asian Medical Students' Conference 2016) |
| 2023 | 亞洲醫學生聯盟國際協會主事務所揭牌典禮                        |
| 2023 | 亞洲醫學生會議 (Asian Medical Students' Conference 2023)      |

## 關注議題與政策文件

### 外國醫事學歷事件
2009/5/31「要修法、保健康，531大遊行」
台灣的學生若到海外一些不具公信力的醫學院取得文憑，再回到台灣執業，這樣對病患的健康都是莫大的威脅，因此走上街頭呼籲政府，對於海外留學歸國的醫學院學生，不但要求得通過醫師特考，更要先取得相關的資格考試。 
此遊行由台灣醫學生聯合會、台灣牙醫學生聯合會、台灣大學學代會、陽明大學學生會與台北醫學大學學生代表議會共同發起
1. . 2009-05-31.[永久]
2. 政治中心. . 2009-05-31.

## 社會服務
2009/11/05醫學生街友義診
台灣醫學生聯合會、台灣醫衛協會結合社福團體，於台北萬華舉辦冬令義診，免費幫500名街友義診
1. 湯雅雯. . 2009-11-06.[永久]

2012/8/21五心級兒童醫院
為了宣導「兒童友善醫療」的概念，台灣醫學生聯合會和瑞信兒童醫療基金會攜手合作推出了舞台劇。
讓孩子在看戲的過程以及遊戲活動中，快樂的體驗到診所或醫院看醫生，會經歷哪些過程，在角色扮演以及不同的關卡主題，也學習到和自己健康有關知識。
1. . 2012-08-21.

## 外部連結
- 官方網站 （页面存档备份，存于）
- 官方Facebook （页面存档备份，存于）